# Sternzeit (Zeitschrift)
Die Sternzeit ist eine populärwissenschaftliche Zeitschrift für Astronomie- und Raumfahrtthemen. Sie wird von einem Verbund von derzeit 27 Astronomievereinen und Sternwarten herausgegeben.

## Geschichte
Die Sternzeit wurde 1975 von fünf lokalen astronomischen Clubs aus dem Ruhrgebiet gegründet, um die Beobachtungsergebnisse der Mitglieder sowie die Bildungsengagements ihrer Vereine zu veröffentlichen. Ferner hatte man die Förderung junger Autoren sowie das öffentliche Interesse an der Astronomie im Blick. Die erste Ausgabe hieß noch Mitteilungen der astronomischen Vereinigungen, doch ab der zweiten Ausgabe erhielt das Magazin seinen heutigen Namen.
Dem lokalen Verbund schlossen sich schnell weitere Vereinigungen aus dem gesamten Bundesgebiet an. 1977 gehörten bereits 14 Vereine dazu, und bis 2006 wuchs die Zahl auf 37 sogenannte Mitherausgeber. Die redaktionelle Bearbeitung der Beiträge wechselte anfangs von Verein zu Verein, bis in den 1990er Jahren der steigende Arbeitsaufwand eine feste Redaktion erforderlich machte. Außerdem wandelte sich die Beteiligung dahingehend, dass individuell tätige Hobby-Astronomen außerhalb des Vereinsverbunds Astrofotos und Themenartikel einreichen.
Aus verwaltungstechnischen Gründen musste sich die Sternzeit 2009 zu einem eingetragenen Verein (e. V.) neu organisieren. Von den fünf Gründungsvereinen sind die Volkssternwarte Bonn, der Astronomische Verein Dortmund und die  Walter-Horn-Gesellschaft Solingen noch dabei. Alle Mitarbeiter der Sternzeit sind ehrenamtlich tätige Mitglieder von Sternzeit e. V.